# Kiehl's
Pour les articles homonymes, voir Kiehl.
Kiehl's est une marque de produits cosmétiques américaine fondée en 1851 par John Kiehl et propriété du groupe L'Oréal depuis 2000. 

## Historique

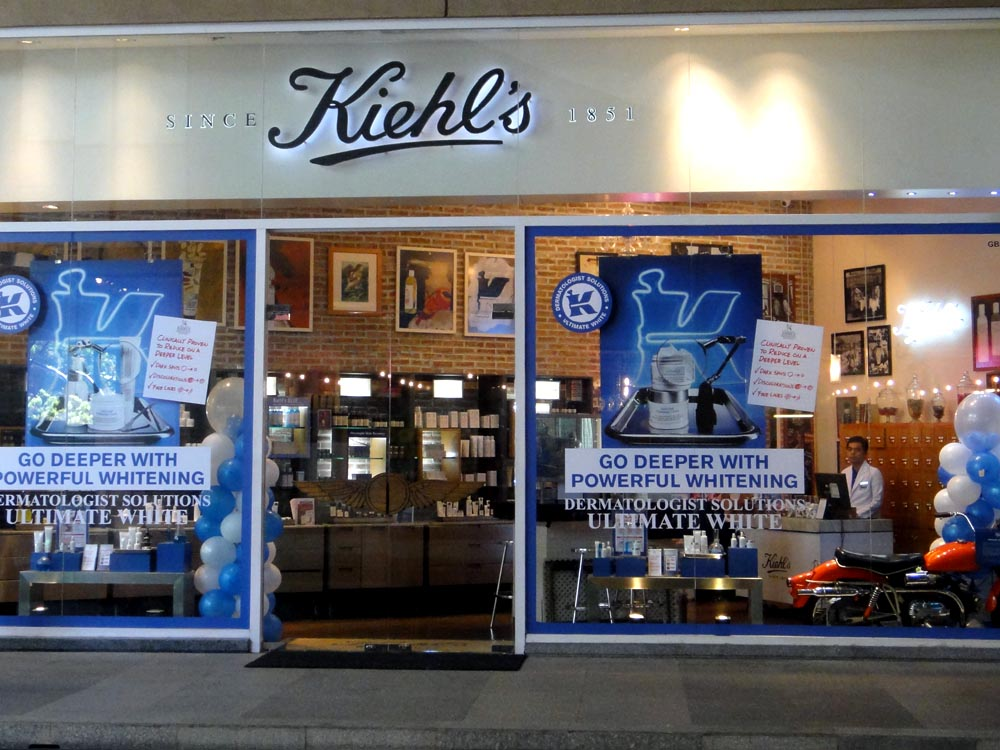
Kiehl's à Makati City, Philippines.

La marque Kiehl's est fondée en 1851 à New York (États-Unis) par John Kiehl, pharmacien passionné de botanique, qui conçoit des formules de produits à base de plantes. Il installe son magasin à Pear Tree Corner, juste à l’angle de la 3e Avenue dans l’East Village.
En 1920, John Kiehl revend sa marque à Irving Morse, herboriste de formation.
Dans les années 1920, Kiehl's lance le parfum, ou huile parfumée, Original Musk Oil, qui deviendra un classique de la marque.
Dans les années 1950, sur l'impulsion de Aaron Morse, fils de Irving, la marque se développe. À la mort d'Aaron Morse en 1995, sa fille Jami Morse Heidegger reprend la direction de l'entreprise.
Kiehl's arrive en France en 1997, la marque est alors uniquement vendue chez Colette.
Le 18 avril 2000, le groupe L'Oréal annonce l'acquisition de la marque Kiehl's.
En 2011, la marque compte 11 boutiques en propre dans l'hexagone et est distribuée dans plus de 300 points de vente dans le monde, dont la plupart dans des grands magasins.
Le produit phare de la marque est Midnight Recovery Concentrate, surnommé « Midnight Magic », dont il se vendrait un flacon par minute dans le monde.

## Anecdotes
- Un employé de la marque s'est marié dans la boutique où a été fondée la marque.
- En 2003, Michael Bloomberg, maire de New York, choisit le 12 novembre pour célébrer le Kiehl’s Day afin de témoigner de l'engagement de la marque pour son quartier d'origine.

## Partenariats
- En 2004, un employé court sur un tapis de course durant 24 heures dans la boutique où a été fondée la marque afin de récolter des fonds pour Youth AIDS (consigné dans le Livre Guinness des records).
- En 2011, la marque lance le projet Kiehl’s Gives avec Julianne Moore, Pharrell Williams et les Scissor Sisters comme ambassadeurs.
- Depuis 2014, Kiehl's est partenaire du festival We love green[5].
- En 2015, Kiehl's devient partenaire officiel du Festival du Cinéma Américain de Deauville[6].